# ロバート・ビュートー
ロバート・ビュートー（Robert Joseph Charles Butow、1924年3月19日 - 2017年10月17日）は、アメリカ合衆国の歴史学者、ワシントン大学名誉教授。著書では ロバート・J.C.ビュートーと表記される事が多い。しばしばビュートウとも訳される。

## 略歴・人物
カリフォルニア州サンマテオ出身。スタンフォード大学に進学したが、太平洋戦争中の1944年よりアメリカ陸軍情報部外国語学校で日本語を学び、陸軍少尉として敗戦間もない時期の日本に短期間進駐した経験を持つ。戦後大学に復学し、優等（magna cum laude）で卒業する。
日本近代史への関心から大学院に進学、1948年スタンフォード大学大学院修士課程修了、日本への短期間の留学を経て、1952年、日本の降伏決定についての研究でPh.D.（歴史学）の学位を取得した。アメリカ陸軍省の戦史部勤務を経て、プリンストン大学歴史学部に講師（1954-59年）、同助教授（1959-60年）として務める。その後ワシントン大学に移り、准教授（1960-66年）、教授（1966-90年）を務め、1990年名誉教授として退職した。
博士論文であり、後に公刊された「日本の降伏決定」は終戦直前の日本側の動きを描いた先駆的研究として知られる。その後は東条英機の評伝、メリノール宣教会のウォルシュ司祭、ドラウト神父と井川忠雄などが行なった日米の非公式チャンネルによる外交交渉（米名：John Doe Associates）の研究を行なった。

## 著書
- Japan's Decision to Surrender, (Stanford University Press, 1954).

大井篤訳『終戦外史――無条件降伏までの経緯』（時事通信社, 1958年）、のち新版
- Tojo and the Coming of the War,  (Princeton University Press, 1961).

木下秀夫訳『東條英機（上・下）』（時事通信社, 1961年）。復刊「歴代総理大臣伝記叢書」第28・29巻、ゆまに書房、2006年
- The John Doe Associates: Backdoor Diplomacy for Peace, 1941, (Stanford University Press, 1974).